# Tomoyoshi Murayama
Tomoyoshi Murayama (村山知义 Murayama Tomoyoshi?,  18 de enero de 1901 - 22 de marzo de 1977) fue un artista, dramaturgo y productor de teatro japonés en el periodo Showa.

## Primeros años
Murayama, nació en el distrito Kanda Suehiro de Tokio. Su padre, que era un médico de la Armada Imperial Japonesa, murió cuando tenía nueve años de edad. Su madre se convirtió en una ferviente cristiana después de haber sido convertida por Uchimura Kanzo, y forma parte en el movimiento pacifista. Murayama inicialmente estudió acuarela tradicional y la pintura japonesa, pero más tarde se inclinó a la filosofía, en particular las obras de los filósofos alemanes Arthur Schopenhauer y Nietzsche. Él mismo se convirtió al cristianismo después de ser asaltado por otros estudiantes para hacerse eco de su madre pacifista.
Murayama entró a la Universidad Imperial de Tokio en 1921 con la intención de estudiar filosofía, pero pronto dejó de estudiar y comenzó a estudiar arte y teatro en la Universidad Humboldt de Berlín, Alemania. Inicialmente, se identificó con el género del constructivismo, caracterizado por la labor de Wassily Kandinsky, que más tarde se convirtió en descontento con el destacamento de El constructivismo de la realidad y desarrolla su propio estilo por medio de un collage de objetos reales para provocar asociaciones concretas. Él acuñó este método "constructivismo consciente", que era conocido como MAVO. El "Mavoismo" se trata de eliminar las fronteras entre el arte y la vida cotidiana, y se rebeló contra la convención mediante la combinación de los productos industriales con la pintura o grabado en un collage. Las protestas contra la injusticia social fueron retratadas por el uso de obras de teatro erótico, que también se burlarba de la moral pública.

## Carrera literaria
A su regreso a Japón, Murayama introdujo el expresionismo y el arte constructivista, pero se inclinó más hacia el teatro moderno, especialmente el movimiento proletario de teatro de la década de 1920. Aplicó muchas de las técnicas estéticas en sus pinturas en el reino de la ficción, incluidos los elementos del expresionismo alemán, el dadaísmo, el futurismo y otras vanguardias europeas. Él escribió y produjo obras marxista inspirada en versiones de Robin Hood y Don Quijote.